# Andrei Stepanov
Andrei Stepanov   (Tallinn, 16 de març de 1979) és un exfutbolista estonià de la dècada de 2000.
Fou 89 cops internacional amb la selecció d'Estònia.
Pel que fa a clubs, defensà els colors de Watford F.C., i FC Gomel.